# Крайниково
Крайниково — село в Хустській міській громаді Хустського району Закарпатської області в Україні.

## Назва
У 1995 р. назву села Крайникове було змінено на одну літеру.

## Історія
Перша згадка у 1389-році як villa Karaynokfalua. Пізніші назви у 1462-Myhalfalua, 1604- Krajnikfalva та Mihalkafalva. Перші жителі жили в урочищі «Вовчий потік». За легендою — перший житель села був Крайник. В цьому урочищі на людей дуже нападали вовки і село перейшло на інше місце під урочище «Косийовий сад», що розташоване за 2,5 км від сучасного села. Тут побудували першу церкву. Старожили села поговорюють, що зведена вона була за намітками одного із солоунських монахів, що прибув до тутешніх місць. І що працювали на ній молоді майстри із сусідніх Вонігова та Тереблі. Село дістало назву Церквище. Це було на горі і важко було з водою. А ще з'явилась епідемія корели. Люди спалили все і худобу в тому числі. Після чого переселилися вниз. У тому селі тоді було 700 жителів. Село, отримало назву Мігалко-фолу. (імовірно, що першим, хто перейшов, був Михайло). У 1389 році це був королівський маєток, але в 1391 році його придбала родина Росалій Кун. Відомі власники: у 1550 році тут був власником Ласло Росалія Кун, Андраш Пешті.
З того часу і до наших днів в селі святкують дев'ятий четвер після Великодня, як день (переходу і захисту від хвороби), як «зарюк» — або «дев'ятий четвер» святять воду, якою потім освячують будівлі і худобу.
На місці, де розмістилося село був довгий ліс, а кругом болота. У лісі була криниця під назвою «Морське око» — цілюще джерело. Біля криниці кругом обрубали дуби і з них побудували церкву. З криниці воду брало майже все село. Тут було видовбано з дубів два «валови». В них постійно текла вода і селяни напували там худобу. Проїжджаючі люди із сусідніх сел теж напували тут коней, волів взимку і літом, бо джерело близько біля дороги, а вода в ньому зимою тепла, а літом — холодна. Зі слів старожилів вода з криниці має цілющі властивості. Також унікальність даного джерела є в його високій дебитній потужності та мінералізації. Вода гідро-хлоридна натрієво-кальцієва. Мікроелементи: марганець, двоокис кремнію. Для лікування захворювань органів травлення. Потужний водоносний горизонт вибиває цілющу воду ще в двох місцях поруч, на віддалі 100 м. За селом, з сторони Новобарева, тече річка шириною 3-3,5 м, де можливо і бере свій початок криниця «Морське око» (За словами інженера-геолога Чепканича Івана Петровича, жителя с. Крайникова, 1939 року народження).
За переказами старожилів сучасна назва села походить від імені першого жителя. Три брати розійшлися у різні сторони від джерела Данило, Шандор і Крайник. Крайник розчистив дуби і побудував собі першу хату.
Інша версія — від крайньої хати, яка була в сторону Новобарева. На цьому місці села, був дубовий ліс. Люди з Хуста йшли в сторону Новобарова дорогою. Вони боялися вовків і говорили: «Якби дійти до крайньої хати, а тоді не страшно». І тому назвали це місце Крайня, а згодом і Крайниково.
Існує й ще одна версія походження назви села. Вона мабуть, сформувалась ще під час прокладання давніми уками (карпами) тунелю, який вів від Хустського замку до села Дулово Тячівського району. Про цей підземний хід згадується в книзі Яна Душаника «Хуст в Марамороші» (Прага, 1932 р.). Отже, можна зробити припущення, що цей хід спочатку «кінчався» сучасним Крайниковим, а вже потім був продовжений до села Дулово Тячівського району. На цю обставину вказує і той факт, що село Крайниково відігравало теж не мало важливу роль у торгівлі на Великій Соляній дорозі. Адже із Сокирниці через Крайниково і Дулово на ній була своєрідна «перемичка» дороги. Тому легенда про те, що Крайниково було відоме здавна, має під собою реальні підстави.
В середні віки тут було феодальне помістя поміщика Поган К., угорця за національністю. В селі з однієї сторони виділяється невелика група багатих куркулів, з другої — велика маса сільської бідноти. Більшість із селян не мали грошей навіть сплатити борги чи купити кукурудзяного хліба, щоб не померти з голоду. Все знаходилось в руках місцевих торгашів-євреїв і уніатської церкви.
Сьогодні деякі дослідники оминають свідчення про вік наших населених пунктів. Не беруть вони до уваги й очевидні артефакти. Бригада Василя Ливки, споруджуючи фундамент під введену недавно сільську амбулаторію, наткнулась на сліди колишньої споруди. Судячі з усього, це були залишки стін чималих розмірів басейну, до якого поступала вода із джерела з мінералізованою водою. Отож у ньому оздоровлювались давні крайнівчани. І судячи по розмірах басейну, їх нараховувалось чимало.
Одна частина села була розміщена на віддаленій гористій місцевості, де стояла й церква. Ця місцевість до сьогодні називається Церковищем. Але під час великої посухи 1620 року, коли у верхній частині села на тривалий час пересохли криниці, люди почали переселятися на низину. Цей процес тривав не одне десятиліття. І призвів до того, що на території сучасного Крайникова жила більшість людей. Тому в 1866 році крайнівцями було вирішено перенести сюди і церкву. Так сформувалась інфраструктура села.
Історія залишила згадки й про участь крайнівчан у важливих подіях давнини. Так, наприклад, відомо, що чимало жителів села займались продажем солі, меду та шкір диких тварин по країнах Європи. Не рідко вони брали там участь і у війнах. Зокрема і в битвах проти татар і турків, за що вони були нагороджені королями та імператорами багатьма земельними наділами, сформувавши таким чином клас нямешів. Отож вже на початку XVII століття ми спостерігаємо різке розшарування крайнівчан на багатих і бідних. Щоб закріпити батраків до роботи в багатіїв, був проведений перепис населення і надавались прізвища родинам.
Попід гірку на Сокирницю текла річка але її перегатили. Пустили під гірку до водяного млина. Його у спадок від батьків дістав Форкош Цало. Будував млин Орендюк Павло Андрійович, що жив на церковній землі. Люди самі копали спеціальну канаву, куди пускали воду, а вода падала з гори, прямо на колесо. Канава була завдовжки 250—300 м. Люди приходили молоти зерно з трьох сел. Працював Цало у млині до 1944 року.
З 1945 року млин було передано Оросу Петру Юрійовичу. Він був доброволець, фронтовик, який працював тут до 1965 року. Далі води вже не було, вона перетекла у річку Байлову, яка і досі тече через Крайниково на Сокирницю.
Перші корінні жителі с. Крайниково мали фамілії: Йокоб, Кульчар, Мольнар, Сег, Деяк, Орос, Лукач.

## Населення

### Мова
Розподіл населення за рідною мовою за даними перепису 2001 року:
| Мова            | Кількість | Відсоток |
| --------------- | --------- | -------- |
| українська      | 1535      | 98.08%   |
| російська       | 26        | 1.67%    |
| угорська        | 3         | 0.19%    |
| інші/не вказали | 1         | 0.06%    |
| Усього          | 1565      | 100%     |

## Культові споруди
В 1996 році у селі започаткували будівництво чоловічого монастиря на території колгоспного саду. Внизу під монастирем є штучне озеро. Монастир отримав назву на честь святого мученика Стефанія.

### Церква св. арх. Михайла. 1668
Перша дерев'яна церква стояла, за переказом, на пагорбі Церквище.
Нині наявна готична церква — компактна і монументальна споруда, що складається з двох дубових зрубів. Головний зруб об'єднує наву, бабинець і сувору закриту галерею з трикутними прорізами на західному фасаді. Висота храму 25 м, довжина — 14 м.
Чудовими архітектурно-художніми деталями є могутній одвірок галереї, прикрашений «мотузочком», вхідні двері з одвірком, орнаментованим стародавніми символами сонця, чотирьохаркова галерея над опасанням, маленькі чотирикутні віконця та здвоєні вікна нави, розкішне завершення вежі з аркадами голосниць та чотирма маленькими шпилями довкола головного шпиля.
На зовнішньому одвірку — напис: «Рку Бжо АХξS (1666) МЦА ЮЛІЙ БУДОВ АЩА АХξИ (1668)». На одвірку дверей нави зазначено: «РО БОЖ АХПΘ (1689)».
У 1751 р. про церкву йдеться, як про «дерев'яну, з вежею, шинґлами криту, у відповідному стані, прикрашену гарними образами. Книги церковні всі. Дзвін один, другий тріснутий, не благословлені…»
Храм належить до тих небагатьох в Україні, що мають настінне малювання по полотну, наклеєному на гладкі стіни дерев'яного зрубу.
Малювання XVII—XVIII ст. досить занедбане, іконостас 1769 р. роботи маляра Яворського з Вілок — розібраний. Розпис, що імітує іконостас на східній стіні нави, ще зберігає первісний колорит. У вівтарі — більш пізній розпис графічного характеру. Пам'ятку відреставровано в 1971 р.
Влітку 1997 р. церкву передано невеликій греко-католицькій громаді, і залишається сподіватися, що чудову пам'ятку не буде перероблено чи вкрито бляхою. Високу дерев'яну каркасну дзвіницю, що колись стояла коло церкви, перенесено до православної церкви, збудованої в 1927 р.
Зведена в 1668 р. дерев'яна церква розміщена в центральній частині села в оточенні велетенських дерев, через що на рівнинному рельєфі сприймається лише з найближчих місць.
Композиційну основу будівлі становить квадратна в плані навата прямокутні, витягнуті в поперечному напрямку приміщення бабинця й вівтаря, які прилягають до центрального зрубу відповідно з заходу та сходу. Західний та центральний зруби мають однакову ширину й об'єднані в основі піддашшям, а в завершенні — спільним двосхилим дахом, завдяки чому сприймаються ззовні як єдиний неподільний об'єм. Східна частина споруди не має піддашшя й перекрита звичайним трисхилим дахом, помітно поступаючись центральному об'ємові за висотою. Ця особливість будівлі, помножена на ускладнення західної частини високою каркасною вежею та двома галереями, надає її композиції підкреслено асиметричного характеру. Незважаючи на типовість такого вирішення в традиційному церковному будівництві Закарпаття, пов'язану з помітним поширенням тут стилістичних засад готики, архітектура Михайлівської церкви та її окремих елементів (завершення західної вежі, своєрідні вікна-бійниці західного зрубу, фігурні кронштейни тощо) вирізняється індивідуальним характером і вишуканістю декоративно-пластичного вирішення. Аналогічні риси притаманні й інтер'єрові будівлі, де особливо слід виділити настінні малювання, а також твори монументального мистецтва XVII—XVIII ст. Поруч з церквою розташована двоярусна каркасна дзвіниця.
У церкві є намісна ікона богородиці з підписом: «маларь Яворски з Вілокъ сей образь: купиль благородний отєць Алексей со женою своею Ана со чади своіми свіащенимь Михаіломь и Василимь за золотихь угорскихза свое отпущение гріховь и за поме[р]ших от віка родичовь своіхь свщенаго Іереіа Ніколаіа Михаіа ану Марию Штефана Ивана и прочиї 1766 sмісіаца сефем дніа 3»

### Церква св. арх. Михайла. 1927
Розповідають, що цегляну православну церкву почали будувати в 1923 р. і закінчили в 1926. Очевидно, 1927 був роком освячення церкви. До церкви перенесли чудову дерев'яну дзвіницю, що стояла біля давньої готичної церкви. У 1974 р. В. Якубець розмалював інтер'єр церкви.
У 1980-х роках місцеві майстри на чолі з Петром Оросом прибудували до нави крилоси, дзвіницю повністю оббили бляхою.

## Пам'ятки природи
У селі розташована ботанічна пам'ятка природи — «Дуб Всеволод-анархічний», а також гідрологічні пам'ятки природи — Джерело № 1 і Джерело № 2.

## Пам'ятки архітектури
- Дерев'яна церква св. арх. Михаїла, 1668

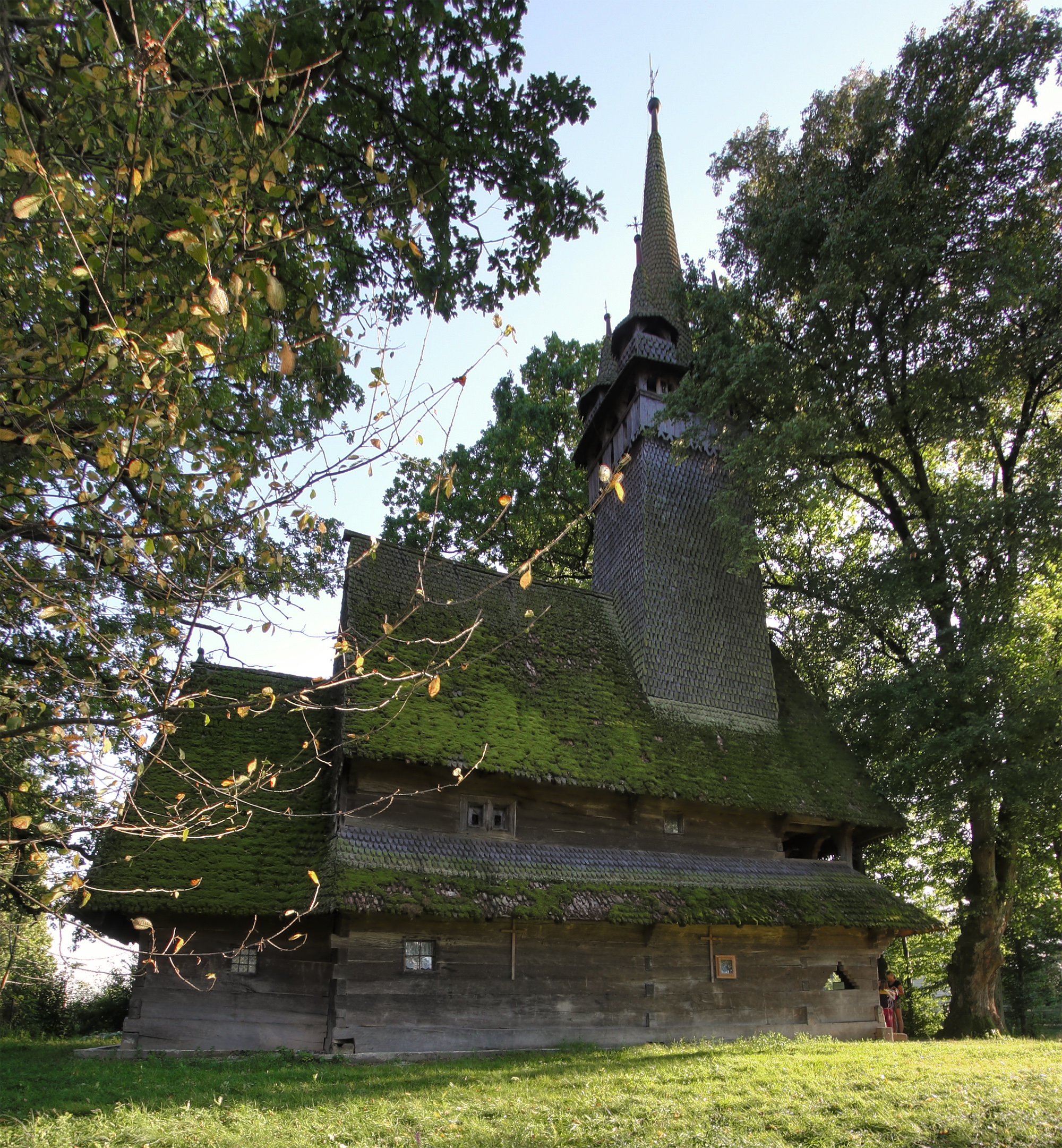
Михайлівська церква, 1668

## Туристичні місця
- ботанічна пам'ятка природи — «Дуб Всеволод-анархічний», 
- гідрологічні пам'ятки природи — Джерело № 1 і Джерело № 2.
- храм св. арх. Михайла. 1927
- храм св. арх. Михайла. 1668
- В 1996 році у селі започаткували будівництво чоловічого монастиря на території колгоспного саду. Внизу під монастирем є штучне озеро. Монастир отримав назву на честь святого мученика Стефанія.
- Бригада Василя Ливки, споруджуючи фундамент під введену недавно сільську амбулаторію, наткнулась на сліди колишньої споруди. Можливо, це були залишки стін чималих розмірів басейну, до якого поступала вода із джерела з мінералізованою водою. Отож у ньому оздоровлювались давні крайнівчани.
- в селі святкують дев'ятий четвер після Великодня, як день (переходу і захисту від хвороби), як «зарюк» — або «дев'ятий четвер» святять воду, якою потім освячують будівлі і худобу.
- криниця під назвою «Морське око» — цілюще джерело. Вода гідро-хлоридна натрієво-кальцієва. Мікроелементи: марганець, двоокис кремнію. Для лікування захворювань органів травлення. Потужний водоносний горизонт вибиває цілющу воду ще в двох місцях поруч, на віддалі 100 м.

## Інтернет-посилання
- Церква у Крайниково на сайті «Дерев'яні храми України» [Архівовано 3 травня 2010 у Wayback Machine.]
- Деревянные храмы окрестностей Хуста: Крайниково и Сокирница